# Reggenza di Gayo Lues
La reggenza di Gayo Lues è una reggenza (in indonesiano: kabupaten) dell'Indonesia, situata nella provincia di Aceh.
Il capoluogo della reggenza è Blangkejeren.